# Liste der Nummer-eins-Hits in Bulgarien (2023)
Diese Liste der Nummer-eins-Hits basiert auf den offiziellen Chartlisten (Българският топ 10 / Световният топ 10) von Prophon, der bulgarischen Musikverwertungsgesellschaft, im Jahr 2023.

## Singles
| ← 2022 ← | Liste der Nummer-eins-Hits in Bulgarien (Световният топ 10 (internationale Top 10)) | Liste der Nummer-eins-Hits in Bulgarien (Световният топ 10 (internationale Top 10)) | Liste der Nummer-eins-Hits in Bulgarien (Световният топ 10 (internationale Top 10)) | 2024 →                    |
| \| Zeitraum \| Wo. ges. \| Interpret \| Titel Autor(en) \| Zusätzliche Informationen \| \| (Zeitraum, Wochen auf Platz eins, Interpret, Titel, Autor[en], zusätzliche Informationen) \| \| \| \| \| \| ----------------------------------------------------------------------------------------- \| -------- \| -------------------------------------------------- \| ---------------------------------------------------------------------------------------------------------------------------------------------------------------------------------------------- \| ------------------------- \| \| 4. November 2022 – 19. Januar 2023 11 Wochen \| 11 \| Sam Smith & Kim Petras \| Unholy Samuel Frederick Smith, Omer Fedi, James John Napier, Kim Petras, Ilya Salmanzadeh, Henry Russell Walter, Blake Slatkin \| – \| \| 20. Januar 2023 – 20. April 2023 13 Wochen (insgesamt 19) \| 19 \| Miley Cyrus \| Flowers Miley Ray Cyrus, Michael Ross Pollack, Gregory Aldae Hein \| – \| \| 21. April 2023 – 27. April 2023 1 Woche (insgesamt 2) \| 2 \| Dara Ekimova i Tino Дара Екимова и Тино \| Nedei da me budish Недей да ме будиш Kiril Hadzhiev, Dara Dimitrova Ekimova, Iskren Zhivkov Tonchev \| – \| \| 28. April 2023 – 18. Mai 2023 3 Wochen (insgesamt 19) \| 19 \| Miley Cyrus \| Flowers Miley Ray Cyrus, Michael Ross Pollack, Gregory Aldae Hein \| – \| \| 19. Mai 2023 – 25. Mai 2023 1 Woche (insgesamt 2) \| 2 \| Dara Ekimova i Tino Дара Екимова и Тино \| Nedei da me budish Недей да ме будиш Kiril Hadzhiev, Dara Dimitrova Ekimova, Iskren Zhivkov Tonchev \| – \| \| 26. Mai 2023 – 15. Juni 2023 3 Wochen \| 3 \| Zara Larsson \| Can’t Tame Her Zara Maria Larsson, Karl Folke Ingemar Ivert, Kian Sang, Uzoechi Osisioma Emenike \| – \| \| 16. Juni 2023 – 29. Juni 2023 2 Wochen (insgesamt 19) \| 19 \| Miley Cyrus \| Flowers Miley Ray Cyrus, Michael Ross Pollack, Gregory Aldae Hein \| – \| \| 30. Juni 2023 – 6. Juli 2023 1 Woche \| 1 \| Mihaela Fileva Михаела Филева \| Po navik по навик Michaela Stridbeck, Mihaela Fileva, Radu Pârvulescu \| – \| \| 7. Juli 2023 – 13. Juli 2023 1 Woche (insgesamt 19) \| 19 \| Miley Cyrus \| Flowers Miley Ray Cyrus, Michael Ross Pollack, Gregory Aldae Hein \| – \| \| 14. Juli 2023 – 20. Juli 2023 1 Woche \| 1 \| R3hab, Inna & Sash! \| Rock My Body Galeyn A. Tenhaeff, Fadil El Ghoul, Shannon Rani Wandana Hilversum, Ralf Kappmeier, Sascha Lappessen, Thomas Alisson Lüdke, Erik Gustaf Smaaland, Kristoffer Bwanausi-Tømmerbakke \| – \| \| 21. Juli 2023 – 27. Juli 2023 1 Woche \| 1 \| Purple Disco Machine & Kungs feat. Julian Perretta \| Substitution Dag Daniel Osmund Lundberg, Joacim Bo Persson, Valentin Benoît José Brunel, Marian Gold, Bernhard Lloyd, Frank Mertens, Julian Remo Perretta, Andrea Tirone, Tino Schmidt \| – \| \| 28. Juli 2023 – 10. August 2023 2 Wochen (insgesamt 9) \| 9 \| Dua Lipa \| Dance the Night Caroline Ailin Buvik Furøyen, Dua Lipa, Mark Daniel Ronson, Andrew Wyatt Blakemore \| – \| \| 11. August 2023 – 17. August 2023 1 Woche \| 1 \| Jain \| Makeba Ronnie Modise Majola Sehume, Joseph Kully Mogotsi, Nathan Dambuza Mdledle, Rufus Siphiwo Khoza, Jeanne Louise Galice \| – \| \| 18. August 2023 – 28. September 2023 6 Wochen (insgesamt 9) \| 9 \| Dua Lipa \| Dance the Night Caroline Ailin Buvik Furøyen, Dua Lipa, Mark Daniel Ronson, Andrew Wyatt Blakemore \| – \| \| 29. September 2023 – 12. Oktober 2023 2 Wochen \| 2 \| Peggy Gou \| (It Goes Like) Nanana Kim Min-ji \| – \| \| 13. Oktober 2023 – 19. Oktober 2023 1 Woche (insgesamt 9) \| 9 \| Dua Lipa \| Dance the Night Caroline Ailin Buvik Furøyen, Dua Lipa, Mark Daniel Ronson, Andrew Wyatt Blakemore \| – \| \| 20. Oktober 2023 – 26. Oktober 2023 1 Woche \| 1 \| Doja Cat \| Paint the Town Red Ryan Buendia, Amala Ratna Zandile Dlamini, Harold Lane David, Burt Freeman Bacharach, Jean-Baptiste Kouame, Isaac Earl Bynum, Karl Rubin Brutus \| – \| \| 27. Oktober 2023 – 9. November 2023 2 Wochen \| 2 \| Tate McRae \| Greedy Amy Rose Allen, Jasper Lee Harris, Ryan Benjamin Tedder, Tate Rosner McRae \| – \| \| 10. November 2023 – 23. November 2023 2 Wochen \| 2 \| Kenya Grace \| Strangers Kenya Grace Johnson \| – \| \| 17. November 2023 – 23. November 2023 1 Woche \| 1 \| Dara Ekimova Дара Екимова \| Disham Дишам Cristian Alexandru Pistol, Dara Dimitrova Ekimova \| – \| \| 24. November 2023 – 1. Februar 2024 10 Wochen \| 10 \| Dua Lipa \| Houdini Tobias MacDonald Jesso Jr., Dua Lipa, Caroline Ailin Buvik Furøyen, Danny Eisner Harle, Kevin Richard Parker \| – \| |                                                                                     |                                                                                     | |                           |
| ← 2022 |                                                                                     |                                                                                     | | → 2024 →                  |
| Zeitraum | Wo. ges.                                                                            | Interpret                                                                           | Titel Autor(en) | Zusätzliche Informationen |
| (Zeitraum, Wochen auf Platz eins, Interpret, Titel, Autor[en], zusätzliche Informationen) |                                                                                     |                                                                                     | |                           |
| 4. November 2022 – 19. Januar 2023 11 Wochen | 11                                                                                  | Sam Smith & Kim Petras                                                              | Unholy Samuel Frederick Smith, Omer Fedi, James John Napier, Kim Petras, Ilya Salmanzadeh, Henry Russell Walter, Blake Slatkin                                                                 | –                         |
| 20. Januar 2023 – 20. April 2023 13 Wochen (insgesamt 19) | 19                                                                                  | Miley Cyrus                                                                         | Flowers Miley Ray Cyrus, Michael Ross Pollack, Gregory Aldae Hein | –                         |
| 21. April 2023 – 27. April 2023 1 Woche (insgesamt 2) | 2                                                                                   | Dara Ekimova i Tino Дара Екимова и Тино                                             | Nedei da me budish Недей да ме будиш Kiril Hadzhiev, Dara Dimitrova Ekimova, Iskren Zhivkov Tonchev                                                                                            | –                         |
| 28. April 2023 – 18. Mai 2023 3 Wochen (insgesamt 19) | 19                                                                                  | Miley Cyrus                                                                         | Flowers Miley Ray Cyrus, Michael Ross Pollack, Gregory Aldae Hein | –                         |
| 19. Mai 2023 – 25. Mai 2023 1 Woche (insgesamt 2) | 2                                                                                   | Dara Ekimova i Tino Дара Екимова и Тино                                             | Nedei da me budish Недей да ме будиш Kiril Hadzhiev, Dara Dimitrova Ekimova, Iskren Zhivkov Tonchev                                                                                            | –                         |
| 26. Mai 2023 – 15. Juni 2023 3 Wochen | 3                                                                                   | Zara Larsson                                                                        | Can’t Tame Her Zara Maria Larsson, Karl Folke Ingemar Ivert, Kian Sang, Uzoechi Osisioma Emenike                                                                                               | –                         |
| 16. Juni 2023 – 29. Juni 2023 2 Wochen (insgesamt 19) | 19                                                                                  | Miley Cyrus                                                                         | Flowers Miley Ray Cyrus, Michael Ross Pollack, Gregory Aldae Hein | –                         |
| 30. Juni 2023 – 6. Juli 2023 1 Woche | 1                                                                                   | Mihaela Fileva Михаела Филева                                                       | Po navik по навик Michaela Stridbeck, Mihaela Fileva, Radu Pârvulescu | –                         |
| 7. Juli 2023 – 13. Juli 2023 1 Woche (insgesamt 19) | 19                                                                                  | Miley Cyrus                                                                         | Flowers Miley Ray Cyrus, Michael Ross Pollack, Gregory Aldae Hein | –                         |
| 14. Juli 2023 – 20. Juli 2023 1 Woche | 1                                                                                   | R3hab, Inna & Sash!                                                                 | Rock My Body Galeyn A. Tenhaeff, Fadil El Ghoul, Shannon Rani Wandana Hilversum, Ralf Kappmeier, Sascha Lappessen, Thomas Alisson Lüdke, Erik Gustaf Smaaland, Kristoffer Bwanausi-Tømmerbakke | –                         |
| 21. Juli 2023 – 27. Juli 2023 1 Woche | 1                                                                                   | Purple Disco Machine & Kungs feat. Julian Perretta                                  | Substitution Dag Daniel Osmund Lundberg, Joacim Bo Persson, Valentin Benoît José Brunel, Marian Gold, Bernhard Lloyd, Frank Mertens, Julian Remo Perretta, Andrea Tirone, Tino Schmidt         | –                         |
| 28. Juli 2023 – 10. August 2023 2 Wochen (insgesamt 9) | 9                                                                                   | Dua Lipa                                                                            | Dance the Night Caroline Ailin Buvik Furøyen, Dua Lipa, Mark Daniel Ronson, Andrew Wyatt Blakemore                                                                                             | –                         |
| 11. August 2023 – 17. August 2023 1 Woche | 1                                                                                   | Jain                                                                                | Makeba Ronnie Modise Majola Sehume, Joseph Kully Mogotsi, Nathan Dambuza Mdledle, Rufus Siphiwo Khoza, Jeanne Louise Galice                                                                    | –                         |
| 18. August 2023 – 28. September 2023 6 Wochen (insgesamt 9) | 9                                                                                   | Dua Lipa                                                                            | Dance the Night Caroline Ailin Buvik Furøyen, Dua Lipa, Mark Daniel Ronson, Andrew Wyatt Blakemore                                                                                             | –                         |
| 29. September 2023 – 12. Oktober 2023 2 Wochen | 2                                                                                   | Peggy Gou                                                                           | (It Goes Like) Nanana Kim Min-ji | –                         |
| 13. Oktober 2023 – 19. Oktober 2023 1 Woche (insgesamt 9) | 9                                                                                   | Dua Lipa                                                                            | Dance the Night Caroline Ailin Buvik Furøyen, Dua Lipa, Mark Daniel Ronson, Andrew Wyatt Blakemore                                                                                             | –                         |
| 20. Oktober 2023 – 26. Oktober 2023 1 Woche | 1                                                                                   | Doja Cat                                                                            | Paint the Town Red Ryan Buendia, Amala Ratna Zandile Dlamini, Harold Lane David, Burt Freeman Bacharach, Jean-Baptiste Kouame, Isaac Earl Bynum, Karl Rubin Brutus                             | –                         |
| 27. Oktober 2023 – 9. November 2023 2 Wochen | 2                                                                                   | Tate McRae                                                                          | Greedy Amy Rose Allen, Jasper Lee Harris, Ryan Benjamin Tedder, Tate Rosner McRae | –                         |
| 10. November 2023 – 23. November 2023 2 Wochen | 2                                                                                   | Kenya Grace                                                                         | Strangers Kenya Grace Johnson | –                         |
| 17. November 2023 – 23. November 2023 1 Woche | 1                                                                                   | Dara Ekimova Дара Екимова                                                           | Disham Дишам Cristian Alexandru Pistol, Dara Dimitrova Ekimova | –                         |
| 24. November 2023 – 1. Februar 2024 10 Wochen | 10                                                                                  | Dua Lipa                                                                            | Houdini Tobias MacDonald Jesso Jr., Dua Lipa, Caroline Ailin Buvik Furøyen, Danny Eisner Harle, Kevin Richard Parker                                                                           | –                         |

| ← 2022 ← | Liste der Nummer-eins-Hits in Bulgarien (national) | Liste der Nummer-eins-Hits in Bulgarien (national) | Liste der Nummer-eins-Hits in Bulgarien (national) | 2024 →                    |
| \| Zeitraum \| Wo. ges. \| Interpret \| Titel Autor(en) \| Zusätzliche Informationen \| \| (Zeitraum, Wochen auf Platz eins, Interpret, Titel, Autor[en], zusätzliche Informationen) \| \| \| \| \| \| ----------------------------------------------------------------------------------------- \| -------- \| --------------------------------------- \| -------------------------------------------------------------------------------------------------------------------------------------------------------------------------------------------------------------------------- \| ------------------------- \| \| 30. Dezember 2022 – 2. Februar 2023 5 Wochen (insgesamt 7) \| 7 \| Mihaela Fileva Михаела Филева \| Obseben Обсебен Alecsa Dumitrache, Angel Prodanov, Dayana, Mihaela Fileva, Radu Pârvulescu \| – \| \| 3. Februar 2023 – 16. Februar 2023 2 Wochen \| 2 \| Dara Ekimova Дара Екимова \| Posle shte mu mislish После ще му мислиш Iskren Zhivkov Tonchev, Dara Dimitrova Ekimova \| – \| \| 17. Februar 2023 – 2. März 2023 2 Wochen \| 2 \| Lubo Kirov & Dara \| Veche nyama kak Вече няма как Lubomir Tsvetanov Kirov, Anne Judith Stokke Wik, Ronny Vidar Svendsen, Herbert St. Clair Crichlow, William Edward Simister, Ylva Anna Birgitta Dimberg, Martin Mulholland, Nermin Harambašić \| – \| \| 3. März 2023 – 5. April 2023 5 Wochen \| 5 \| Coyot × Alma \| Scared Panagiotis Dimopoulos, Alma Timothy Dowdall, Andreas Koutsonikolas, Klejdi Llupa, Pantelis Loupasakis, Paris Kalpos, Theodore Economou \| – \| \| 6. April 2023 – 29. Juni 2023 12 Wochen (insgesamt 19) \| 19 \| Dara Ekimova i Tino Дара Екимова и Тино \| Nedei da me budish Недей да ме будиш Kiril Hadzhiev, Dara Dimitrova Ekimova, Iskren Zhivkov Tonchev \| – \| \| 30. Juni 2023 – 6. Juli 2023 1 Woche \| 1 \| Mihaela Fileva Михаела Филева \| Po navik по навик Michaela Stridbeck, Mihaela Fileva, Radu Pârvulescu \| – \| \| 7. Juli 2023 – 13. Juli 2023 1 Woche (insgesamt 19) \| 19 \| Dara Ekimova i Tino Дара Екимова и Тино \| Nedei da me budish Недей да ме будиш Kiril Hadzhiev, Dara Dimitrova Ekimova, Iskren Zhivkov Tonchev \| – \| \| 14. Juli 2023 – 20. Juli 2023 1 Woche (insgesamt 5) \| 5 \| Dara Дара \| In My Head Musik: Kende, Lorenzo Pablo Santarelli, Marco Salvaderi; Text: Alma Timothy Dowdall, Daniele Azzena, Dariana Koumanova Pentcheva \| – \| \| 21. Juli 2023 – 3. August 2023 2 Wochen (insgesamt 19) \| 19 \| Dara Ekimova i Tino Дара Екимова и Тино \| Nedei da me budish Недей да ме будиш Kiril Hadzhiev, Dara Dimitrova Ekimova, Iskren Zhivkov Tonchev \| – \| \| 4. August 2023 – 24. August 2023 3 Wochen (insgesamt 5) \| 5 \| Dara Дара \| In My Head Musik: Kende, Lorenzo Pablo Santarelli, Marco Salvaderi; Text: Alma Timothy Dowdall, Daniele Azzena, Dariana Koumanova Pentcheva \| – \| \| 25. August 2023 – 31. August 2023 1 Woche (insgesamt 19) \| 19 \| Dara Ekimova i Tino Дара Екимова и Тино \| Nedei da me budish Недей да ме будиш Kiril Hadzhiev, Dara Dimitrova Ekimova, Iskren Zhivkov Tonchev \| – \| \| 1. September 2023 – 7. September 2023 1 Woche (insgesamt 5) \| 5 \| Dara Дара \| In My Head Musik: Kende, Lorenzo Pablo Santarelli, Marco Salvaderi; Text: Alma Timothy Dowdall, Daniele Azzena, Dariana Koumanova Pentcheva \| – \| \| 8. September 2023 – 28. September 2023 3 Wochen (insgesamt 19) \| 19 \| Dara Ekimova i Tino Дара Екимова и Тино \| Nedei da me budish Недей да ме будиш Kiril Hadzhiev, Dara Dimitrova Ekimova, Iskren Zhivkov Tonchev \| – \| \| 29. September 2023 – 12. Oktober 2023 2 Wochen \| 2 \| Dara Дара \| Zaminavam Заминавам Darina Nikolaeva Yotova, Ventsislav Ventsislavov Chanov, Vasko Vasilev Ivanov \| – \| \| 13. Oktober 2023 – 9. November 2023 4 Wochen \| 4 \| Victoria \| Bloom Helena Larsson, Oliver Björkvall, Victoria Georgieva \| – \| \| 10. November 2023 – 29. Februar 2024 16 Wochen \| 16 \| Dara Ekimova Дара Екимова \| Disham Дишам Cristian Alexandru Pistol, Dara Dimitrova Ekimova \| – \| |                                                    |                                                    | |                           |
| ← 2022 |                                                    |                                                    | | → 2024 →                  |
| Zeitraum | Wo. ges.                                           | Interpret                                          | Titel Autor(en) | Zusätzliche Informationen |
| (Zeitraum, Wochen auf Platz eins, Interpret, Titel, Autor[en], zusätzliche Informationen) |                                                    |                                                    | |                           |
| 30. Dezember 2022 – 2. Februar 2023 5 Wochen (insgesamt 7) | 7                                                  | Mihaela Fileva Михаела Филева                      | Obseben Обсебен Alecsa Dumitrache, Angel Prodanov, Dayana, Mihaela Fileva, Radu Pârvulescu | –                         |
| 3. Februar 2023 – 16. Februar 2023 2 Wochen | 2                                                  | Dara Ekimova Дара Екимова                          | Posle shte mu mislish После ще му мислиш Iskren Zhivkov Tonchev, Dara Dimitrova Ekimova | –                         |
| 17. Februar 2023 – 2. März 2023 2 Wochen | 2                                                  | Lubo Kirov & Dara                                  | Veche nyama kak Вече няма как Lubomir Tsvetanov Kirov, Anne Judith Stokke Wik, Ronny Vidar Svendsen, Herbert St. Clair Crichlow, William Edward Simister, Ylva Anna Birgitta Dimberg, Martin Mulholland, Nermin Harambašić | –                         |
| 3. März 2023 – 5. April 2023 5 Wochen | 5                                                  | Coyot × Alma                                       | Scared Panagiotis Dimopoulos, Alma Timothy Dowdall, Andreas Koutsonikolas, Klejdi Llupa, Pantelis Loupasakis, Paris Kalpos, Theodore Economou                                                                              | –                         |
| 6. April 2023 – 29. Juni 2023 12 Wochen (insgesamt 19) | 19                                                 | Dara Ekimova i Tino Дара Екимова и Тино            | Nedei da me budish Недей да ме будиш Kiril Hadzhiev, Dara Dimitrova Ekimova, Iskren Zhivkov Tonchev | –                         |
| 30. Juni 2023 – 6. Juli 2023 1 Woche | 1                                                  | Mihaela Fileva Михаела Филева                      | Po navik по навик Michaela Stridbeck, Mihaela Fileva, Radu Pârvulescu | –                         |
| 7. Juli 2023 – 13. Juli 2023 1 Woche (insgesamt 19) | 19                                                 | Dara Ekimova i Tino Дара Екимова и Тино            | Nedei da me budish Недей да ме будиш Kiril Hadzhiev, Dara Dimitrova Ekimova, Iskren Zhivkov Tonchev | –                         |
| 14. Juli 2023 – 20. Juli 2023 1 Woche (insgesamt 5) | 5                                                  | Dara Дара                                          | In My Head Musik: Kende, Lorenzo Pablo Santarelli, Marco Salvaderi; Text: Alma Timothy Dowdall, Daniele Azzena, Dariana Koumanova Pentcheva                                                                                | –                         |
| 21. Juli 2023 – 3. August 2023 2 Wochen (insgesamt 19) | 19                                                 | Dara Ekimova i Tino Дара Екимова и Тино            | Nedei da me budish Недей да ме будиш Kiril Hadzhiev, Dara Dimitrova Ekimova, Iskren Zhivkov Tonchev | –                         |
| 4. August 2023 – 24. August 2023 3 Wochen (insgesamt 5) | 5                                                  | Dara Дара                                          | In My Head Musik: Kende, Lorenzo Pablo Santarelli, Marco Salvaderi; Text: Alma Timothy Dowdall, Daniele Azzena, Dariana Koumanova Pentcheva                                                                                | –                         |
| 25. August 2023 – 31. August 2023 1 Woche (insgesamt 19) | 19                                                 | Dara Ekimova i Tino Дара Екимова и Тино            | Nedei da me budish Недей да ме будиш Kiril Hadzhiev, Dara Dimitrova Ekimova, Iskren Zhivkov Tonchev | –                         |
| 1. September 2023 – 7. September 2023 1 Woche (insgesamt 5) | 5                                                  | Dara Дара                                          | In My Head Musik: Kende, Lorenzo Pablo Santarelli, Marco Salvaderi; Text: Alma Timothy Dowdall, Daniele Azzena, Dariana Koumanova Pentcheva                                                                                | –                         |
| 8. September 2023 – 28. September 2023 3 Wochen (insgesamt 19) | 19                                                 | Dara Ekimova i Tino Дара Екимова и Тино            | Nedei da me budish Недей да ме будиш Kiril Hadzhiev, Dara Dimitrova Ekimova, Iskren Zhivkov Tonchev | –                         |
| 29. September 2023 – 12. Oktober 2023 2 Wochen | 2                                                  | Dara Дара                                          | Zaminavam Заминавам Darina Nikolaeva Yotova, Ventsislav Ventsislavov Chanov, Vasko Vasilev Ivanov | –                         |
| 13. Oktober 2023 – 9. November 2023 4 Wochen | 4                                                  | Victoria                                           | Bloom Helena Larsson, Oliver Björkvall, Victoria Georgieva | –                         |
| 10. November 2023 – 29. Februar 2024 16 Wochen | 16                                                 | Dara Ekimova Дара Екимова                          | Disham Дишам Cristian Alexandru Pistol, Dara Dimitrova Ekimova | –                         |